# Painting With
Painting With är Animal Collectives tionde studioalbum, utgivet 19 februari 2016. Medverkande medlemmar på albumet är Avey Tare, Panda Bear och Geologist. Skivan har tre olika omslag, med olika målningar av de tre medverkande medlemmarna.

## Låtlista
| Nr           | Titel              | Längd |
| ------------ | ------------------ | ----- |
| 1.           | FloriDada          | 4:05  |
| 2.           | Hocus Pocus        | 3:16  |
| 3.           | Vertical           | 4:14  |
| 4.           | Lying in the Grass | 3:34  |
| 5.           | The Burglars       | 2:43  |
| 6.           | Natural Selection  | 2:41  |
| 7.           | Bagels in Kiev     | 2:48  |
| 8.           | On Delay           | 3:48  |
| 9.           | Spilling Guts      | 1:58  |
| 10.          | Summing the Wretch | 3:08  |
| 11.          | Golden Gal         | 4:41  |
| 12.          | Recycling          | 4:06  |
| Total längd: | Total längd:       | 41:02 |

## Medverkande
Animal Collective
- Panda Bear (Noah Lennox)[1]
- Avey Tare (David Portner)[1]
- Geologist (Brian Weitz)[1]

Övriga medverkande musiker
- John Cale
- Colin Stetson